# الكلية الفيدرالية للتربية (خاصة) بأويو
تأسست الكلية الفيدرالية للتربية (الخاصة) في أويو والمعروفة أيضًا باسم FCE OYO في 5 أكتوبر 1977 باعتبارها الكلية الفيدرالية للمعلمين المتقدمين (الخاصة). ووفقًا لتقرير برنامج الأمم المتحدة الإنمائي واليونسكو لعام 1996 (أن آي آر/87/008) فإن المؤسسة "... لديها أفضل الكوادر المؤهلة في مجال التربية الخاصة ليس فقط في نيجيريا بل في غرب وشمال وشرق ووسط أفريقيا." تُعد الكلية الوحيدة من نوعها في نيجيريا وأفريقيا جنوب الصحراء الكبرى. وتضم أكبر تجمع للطلاب ذوي الإعاقة مقارنةً بأي مؤسسة تعليمية عليا في نيجيريا وأكبر تجمع للمرافق المتخصصة لتدريس وتدريب معلمي ذوي الإعاقة في نيجيريا. خلال احتفالها بالذكرى الأربعين منحت الكلية جائزة تقدير خاصة للرئيس السابق أولوسيجون أوباسانجو الذي أدت إدارته العسكرية إلى ترقية المؤسسة من كلية المعلمين الفيدرالية المتقدمة آنذاك إلى كلية للتربية مع تفويض بمنح الشهادة الوطنية للتعليم (أن سي إي) في عام 1977.
تمول الحكومة الفيدرالية النيجيرية المؤسسة وإدارتها وتقدم دورات بدوام كامل في التكنولوجيا والعلوم والفنون والإدارة والعلوم الاجتماعية.

## المدارس
1. كلية التعليم الثانوي - الفنون والعلوم الاجتماعية
2. كلية التعليم العام
3. كلية التعليم الثانوي - اللغات
4. كلية التعليم الثانوي - برامج العلوم
5. كلية التربية الخاصة
6. كلية التعليم الثانوي - التعليم المهني والتقني
7. مدرسة رعاية الطفولة المبكرة والتعليم الابتدائي والتعليم غير الرسمي للبالغين
8. كلية الدراسات العامة للتربية

## الدورات
الدورات التي تقدمها المؤسسة مدرجة أدناه:
1. دراسات التعليم الابتدائي[12]
2. التعليم والرياضيات
3. التربية الخاصة / العلوم الزراعية
4. التعليم الخاص/ الاقتصاد
5. التربية الخاصة/ الدراسات الاجتماعية
6. التربية الخاصة/ دراسات الدين المسيحي
7. التربية الخاصة/ الدراسات الإسلامية
8. التربية الخاصة/ الجغرافيا
9. التربية الخاصة/ علم الأحياء
10. التربية الخاصة/ اللغة الإنجليزية
11. التعليم الخاص/التعليم للبالغين والتعليم غير الرسمي
12. التاريخ (تخصص مزدوج)
13. الفيزياء (تخصص مزدوج)
14. الفنون الثقافية والإبداعية (تخصص مزدوج)
15. التربية الخاصة/ الاقتصاد المنزلي
16. التربية الخاصة/ العلوم السياسية
17. التربية الخاصة/الموسيقى
18. التعليم الخاص/ اليوروبا
19. التربية الخاصة/ فنون المسرح
20. تاريخ
21. التعليم الخاص / تعليم إدارة الأعمال
22. التربية الخاصة/ علوم الحاسوب
23. التربية الخاصة/ العربية
24. التربية الخاصة / الفنون الجميلة (د/م)
25. التربية الخاصة/ الفرنسية
26. التعليم الخاص / الهاوسا
27. التعليم الخاص/ الإيجبو
28. التربية الخاصة/ التربية البدنية والصحية
29. التعليم الخاص/رعاية الطفولة المبكرة[13]

تقوم المؤسسة بإلحاق الطلاب بأماكن عمل تقدمهم لاكتساب خبرات عملية عن طريق برنامج مخطط الخبرة العملية الصناعية للطلاب (سيويس).

## العميد
عينت الكلية الدكتور راوف أديمولا سلامي كرئيسها السابع في 7 يوليو 2023.

## متطلبات القبول
يجب على المرشحين الذين يسعون للقبول في الكلية الفيدرالية للتعليم (الخاصة) في أويو أن يكون لديهم ما لا يقل عن خمس نقاط معتمدة في هيئات امتحانات دبليو إيه إي سي أو أن إي سي أوه أو أن إيه بي تي إي بي مع مواد تشمل الرياضيات واللغة الإنجليزية وأي 3 مواد أخرى ذات صلة ويجب أن يكونوا قد اختاروا الكلية الفيدرالية للتعليم (الخاصة) بأويو كخيار أول في جامب أوتمي بدرجة أعلى من 100 نقطة في امتحان الثانوية العامة الموحد (أُتمي).

## ترقية مقترحة من الكلية
صرح رئيس الكلية السابق بأن الكلية سوف ترقى إلى كلية تمنح درجة علمية في التعليم الخاص وستكون الأولى في نيجيريا.